# Mera Peak
Mera Peak je hora v Nepálu s výškou 6 476 metrů. Nachází se v zóně Sagarmáthá v pohoří Mahalangur Himal. Má tři vrcholy: Mera North (6 476 m), Mera Central (6 461 m) a Mera South (6 065 m). Prvovýstup na Mera Central provedli v roce 1953 J. O. M. Roberts a Sen Tenzing a na Mera North v roce 1975 M. Jolly, G. Baus a L. Honills.
Patří k nejvyšším trekovým vrcholům na světě a proto je častým cílem turistických výprav, které obvykle vyrážejí z Lukly.
Z vrcholu se naskýtá výhled na pět osmitisícovek: Mount Everest, Lhoce, Čo Oju, Makalu a Kančendženga.